# Lederata

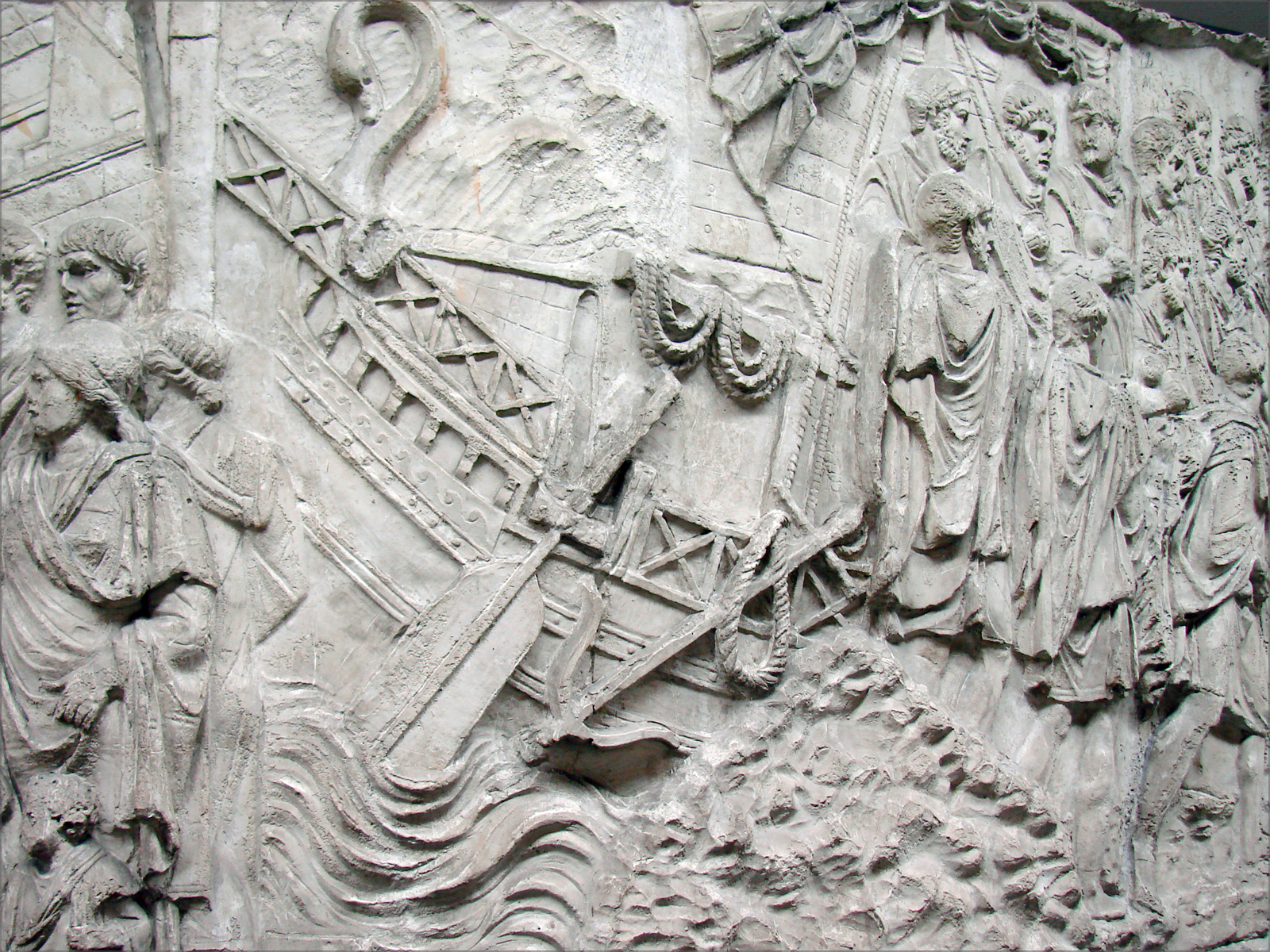
Columna lui Traian- detaliu

Lederata a fost un fort roman pe malul drept al Dunării, nu departe de orașele importante ale Moesiei Superioare, Viminacium și Margum, exact în locul în care  fluviul întră în România, în dreptul orășului românesc Baziaș.

Amplasarea Lederatei pe harta Provinciei romane Dacia

## Importanța istorică
Când armata romană a atacat Dacia, Lederata a fost unul din cele două locuri pe unde ea a traversat Dunărea – celălalt loc fiind Drobeta. Deosebirea consta în faptul că din Lederata romanii au traversat fluviul pe pod de vase, pe când la Drobeta împăratul Traian l-a pus pe Apolodor din Damasc să ridice un pod fix, la care unul din capete mai poate fi recunoscut și azi. Cât despre fortul Lederata, mai sunt și azi vizibile urme ale fortului; el era de formă rectangulară, cu laturile de 140 m lățime  și de 200 m lungime, cu o fundație cu o grosime de 3 metri și străjuit de 11 turnulețe. Fortul inițial a fost construit în secolul I d. C, pe limesul de-a lungul Dunării, construit pentru apărarea Moesiei.  

## Momentul Tapae
Siguranța coborârii pe malul celălalt era asigurat de un alt fort, pe malul opus, în dreptul localității de azi Banatska Palanka. Ajunsă aici, armata a urcat ori pe valea râului Nera ori pe valea râului Caraș, a cucerit Arcidava (azi Vărădia în Banat) și a străbătut trecătoarea Tapae (azi o numim Pasul Poarta de Fier a Transilvaniei – între satele Bucova și Zeicani, la 4 km de Sarmizegetusa), unde a făcut joncțiunea cu armata care traversase pe la Drobeta, și unde s-a dat bătălia pentru capitala dacică Sarmizegetusa.

## În Evul Mediu bizantin
În timpul Împăratul împăratului Iustinian (527-565) fortul a fost refăcut sub forma unei fortificații mai mici (50 x 60 m) în colțul nord-estic al vechiului fort.